# 台中市公車142路
臺中市公車142路目前行駛自干城站到豐年社區隨即再折回干城站，為行駛臺中市太平區北邊中山路的支線，繞行宜欣社區與豐年社區，其為當年政府補助台中客運行駛交通較孤立的社區。一天只有一輛車在行駛。目前營運業者仍為台中客運。

## 歷史
- 2009年6月1日：原編號142(台中車站—豐年家園)改為6142，因公路客運路線編號統一改為四碼。
- 2012年1月1日：本線移撥為台中市公車142路。原為公路客運6142。
- 2013年5月1日：增班至14班。
- 2013年7月23日：沿線路線圖更為新版。
- 2013年12月9日：調整發車时刻。
- 2016年4月15日：改為單循環發車，綠川東站改為中繼站，不作長時間待班停等，並調整發車時刻。
  - 綠川端發車站改為第一廣場。（僅2班於第一廣場發車）
- 2017年8月29日：配合「精武路地下道填平工程」道路管制禁止通行，2017年8月29日起至2018年4月改道為「力行路－進化路－自由路－旱溪東路－中山路」，改道後暫時取消停靠「精武進化路口」，並臨時增設「進德國小」及「中國醫東區分院」（單邊往公共資訊圖書館設站）招呼站。[2]
- 2017年12月16日：「中興駕訓班」更名為「福德公園(環太東路)」[3]
- 2018年6月12日：41路、142路 及163路，配合「精武地下道填平工程」完工，恢復原行駛動線及發車時刻，取消停靠「進德國小(臨時站)」 、「中國醫東區分院(往北臨時站)」。
- 2018年11月1日：調整起訖點，「豐年社區三站」（起點）及「豐年社區一站」（迄點）。
- 2020年4月1日：延駛至「干城站」；並調整起訖點，「干城站」（起點）及「豐年社區五站」（迄點）。
- 2020年10月1日：調整發車時刻。
- 2024年11月18日：調整平假日發車時刻。
- 2025年6月1日：「新光里(中山路)」更名為「新福里(中山路)」。

## 北太平相關路線
- 台中市公車41路：為行經北太平中山路之幹線。
- 台中市公車163路：行駛至精武社區前即左轉長安路，行駛至華盛頓中學，每日往返14班次。

## 路線基本資料
往豐年社區及臺中車站(第一廣場)方向行車時間皆約30分。往豐年社區30站，往干城站31站。
自干城站起，沿綠川東街、臺灣大道、自由路、公園路、三民路、精武路、雙十路、力行路、進化路、精武路、中山路、宜昌路、新平路二、一段、東平路、中和街、東村路至豐年社區，返程經由大源路、大源二街、環太東路、中山路，沿原路線至民權路、自由路、臺灣大道後回到干城站。

### 停站
參見右側站牌路線圖。

### 時刻表
- 時刻表僅供參考，請以臺中客運網站公告為準。
- 本路線為「固定」發車時刻，且為單循環方式，回程發車時間為去程端抵達端點時間，非實際發車時間，建議您提前至現場等候，並查詢公車動態。

| 干城站開時刻 | 干城站開備註 |
| 06:00        | -            |
| 07:15        | -            |
| 08:50        | -            |
| 10:15        | -            |
| 12:30        | -            |
| 14:00        | -            |
| 15:35        | -            |
| 17:15        | -            |

| 干城站開時刻 | 干城站開備註 |
| 06:00        | -            |
| 07:00        | -            |
| 08:10        | -            |
| 09:30        | -            |
| 12:30        | -            |
| 14:00        | -            |
| 15:35        | -            |
| 17:15        | -            |

### 收費
依里程計費；刷卡十公里免費。